# 대범죄도시: 나쁜녀석들
《대범죄도시: 나쁜녀석들》(중국어: 狂徒, 병음: Kuáng Tú 쾅투[*], 한자음: 광도), 영어: The Scoundrels)은 2018년에 대만에서 개봉한 대만의 영화이다.

## 캐스팅
- 오강인
- 린저시
- 사흔영
- 리천나